# Тридесет и девети конгрес на Македонската патриотична организация
Тридесет и деветият конгрес на Македонските патриотични организации (МПО) се провежда от 4 до 6 септември 1960 година в Детройт, Мичиган, САЩ. Против провеждането на конгреса се обявяват гръцките емигрантски организации в САЩ и Канада, като правят опит да внушат в американската публика комунистическа същност на МПО. Според тях идеята за автономия на Македония е първа стъпка към комунизирането ѝ. На тези внушения се противопоставя ЦК на МПО.